# Tratados de Roma (1941)
Os Tratados de Roma de maio de 1941 foram assinados entre a Itália fascista de Benito Mussolini e o recém-criado Estado Independente da Croácia de Ante Pavelić, e serviram para delinear a fronteira entre as duas nações.

## Antecedentes

Fronteiras do Estado Independente da Croácia e regiões anexadas pela Itália pelos acordos de maio de 1941.

Durante a Invasão da Iugoslávia, alemães e italianos tentaram minar a resistência iugoslava aguçando as diferenças nacionalistas no país. Na Croácia, os alemães haviam tentado, sem sucesso, obter o apoio do principal líder do maior partido da região, Vladko Maček, líder do Partido Camponês Croata. Dada a sua recusa deste a prestar-se para liderar um governo fantoche favorável as potências do Eixo, Adolf Hitler aprovou colocar em seu lugar o exilado Ante Pavelić, que dias antes de ser transferido para a Croácia com a ajuda dos italianos contava apenas com 230 partidários concentrados em Pistoia. A proclamação da independência croata ocorreu pelo tenente de Pavelić em Zagreb a 10 de abril de 1941, pouco depois que as autoridades iugoslavas evacuaram a cidade e os alemães entrarem na mesma.[carece de fontes?]

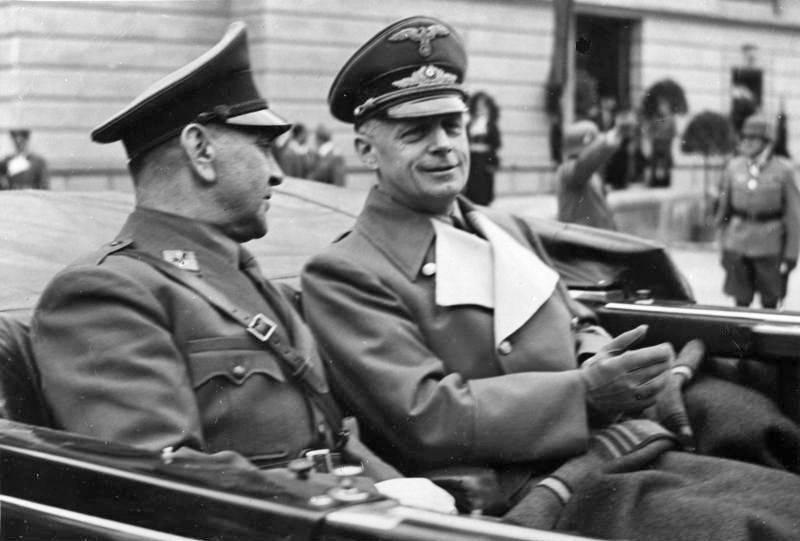
Ante Pavelić, o poglavnik ("caudilho") croata, junto com o ministro das Relações Exteriores alemão Joachim von Ribbentrop, que apoiou este em suas negociações com os italianos para limitar a influência italiana no novo país.

Os italianos, com ambições territoriais na costa dálmata, apoiaram, em princípio, a aparente transferência de poder a Pavelić em troca da concordância deste com a transferência da Dalmácia para a Itália. Pavelić não só mostrou-se disposto, mas propôs uma união dinástica entre os dois países, com o objetivo de melhorar as relações entre Itália e Croácia.
O apoio alemão a Pavelić parecia um triunfo da diplomacia de Mussolini, mas desde o início os Ustasha de Pavelić mostraram-se hostis a seus antigos protetores e ao seu desejo de anexação do Adriático. Os alemães incentivaram o descontentamento croata em relação reivindicações territoriais italianas.
Em 21 de abril de 1941, tendo atrasado o anúncio da cessão da Dalmácia, o ministro das Relações Exteriores da Alemanha nazista, Joachim von Ribbentrop, expressou seu apoio para a inclusão da Bósnia e Herzegovina no novo estado croata e "porções substanciais" da Dalmácia. As negociações subsequentes, em que o governo de Pavelić solicitou continuamente o apoio alemão para contrariar as ambições da Itália, incluíram o pedido croata para incluir no seu território toda a Dalmácia, Split (em italiano:  Spalato), Dubrovnik (em italiano:  Ragusa) e várias ilhas do Adriático.

## Acordo
Após longas negociações, a Itália conseguiu apoderar-se de grande parte da Dalmácia (exceto Dubrovnik), anexando território habitado por 280 mil croatas, 90 mil sérvios e 5 mil italianos. O acordo foi assinado em Roma em 18 de maio de 1941.

## Consequências
Embora, aparentemente, os acordos selaram o fim das disputas entre o governo italiano e o croata, não terminaram com a questão territorial entre ambos. As relações entre ambos continuaram ruins e pioraram também as relações germano-italianas, dado o apoio alemão às posições de Pavelić pelo interesse germânico em minar o poder italiano na área e obter matérias-primas do novo país . O novo Estado croata perdeu a parte mais valiosa da costa do Adriático, que passou a ser controlada pelo Segundo Exército Italiano.
Enquanto os italianos tentaram, sem sucesso, forçar uma união aduaneira e monetária, rejeitada por Zagreb, Pavelić impôs um bloqueio de fato para Split e atiçava os nacionalistas croatas na área atribuída finalmente para a Itália.
A transferência de grande parte da Dalmácia alimentou o movimento guerrilheiro na região em detrimento dos Ustashas, apresentando-se como um movimento de libertação na região de ocupação italiana.
Após a rendição italiana no outono de 1943, Pavelić oficialmente anexou os territórios cedidos pelos tratados de 1941, mas na prática ficaram sob controle alemão.[carece de fontes?]